# Guillaume de La Tournelle
 (mai 2024).
Si vous disposez d'ouvrages ou d'articles de référence ou si vous connaissez des sites web de qualité traitant du thème abordé ici, merci de compléter l'article en donnant les références utiles à sa vérifiabilité et en les liant à la section « Notes et références ».
 (mai 2024).
Améliorez-le ou discutez des points à vérifier. 
Guillaume de La Tournelle était un maréchal de France. Son existence est établie par un sceau et un contre-sceau de l'an 1220. Il succède à des maréchaux de la famille Clément (de Mez-le-maréchal en Gâtinais) car il appartenait à cette famille. Il a d'ailleurs le même blason que les Clément, une croix ancrée. On écrit plutôt Tournel.[réf. nécessaire]